# Гребло (сечиво)
Греблото, грапата или търмъкът е сечиво, състоящо се от дръжка и глава със зъбоподобна форма. Греблото има много приложения – за събиране на листа, камъни, клонки и др. В градинарството се използва за разрохкване или заравняване на почвата, плевене на по-малки бурени и за други дейности, които се извършват и от машини (за брануване, грапене).
Днешните гребла най-често имат стоманени, дървени или пластмасови зъбци, докато в миналото те са се правели само от дърво или от желязо. Дръжката най-често е от метал или дърво. Греблата, с които се събират листа, трева и др. леки предмети, имат формата на ветрило.
Греблата намират употреба и при машините. По-големи гребла, монтирани едно до друго, се използват и при тракторите (на втората илюстрация).